# 마추
마추(馬秋)(?~215년)는 중국 후한 말의 인물이다. 마초의 아들이다.
마추는 아버지인 마초가 반란을 일으키자 아버지를 따라 여기저기 돌아다녔는데 마침 장로에게 의탁했다. 하지만 장로가 배신하고 조조에게 귀순하자 마초는 급하게 도망치느라 사촌 동생인 마대, 아들 마승, 딸 등 일부 가족들만 데리고 가는 바람에 마초의 첩 동씨, 마초의 아들 마추, 마초의 휘하 장수 방덕 등이 고스란히 장로의 수하에 남게 되었다.
이에 대해 조조는 방덕은 자신의 휘하 장수로 삼았으며 동씨는 염포에게 하사했으며 마추를 장로에게 하사했다. 염포는 동씨를 첩으로 삼은 반면 장로는 마추를 참수했다. 이렇게 마추는 생을 마감했다.

## 가계
- 할아버지 : 마등
  - 아버지 : 마초
  - 형 : 마승